# Bruno Decarli

Bruno Decarli auf einer Fotografie von Alexander Binder

Bruno Decarli (* 15. März 1877 in Dresden; † 31. März 1950 in Tiverton, Devon, Vereinigtes Königreich; Geburtsname: Bruno Alfred Franz Eduard Schmidt) war ein deutscher Theaterschauspieler mit kurzer, aber intensiver Arbeit beim Stummfilm.

## Leben
Der Sohn des Hofopernsängers und Theaterschauspielers Eduard Decarli (eigentlich Eduard Schmidt) hatte sein Theaterdebüt im Jahre 1895 in Meiningen gegeben. Ein Jahr später ging er nach Zürich, anschließend kam er über Gera, Dresden (wo er 1903 bei seinem Vater in Radebeul wohnte) und Berlin 1908 an das Leipziger Stadttheater, dem er bis zu Beginn des Ersten Weltkriegs die Treue halten sollte.  Er war Mitglied der Leipziger Freimaurerloge Balduin zur Linde.
1915 holte ihn Max Reinhardt an das Deutsche Theater zurück nach Berlin. Im Jahr darauf begann Decarli mit seiner Filmarbeit. Er spielte überwiegend Hauptrollen in Dramen, Kriminalfilmen und Melodramen; mehrfach hatte er die damaligen Topstars Henny Porten und Mia May als Partnerinnen. Zeitweise, gegen Ende des Ersten Weltkriegs, besaß Decarli seine eigene Filmserie. Am 1. Juli 1919 gründete er zusammen mit Felix Decarli und Arthur Kohnke die Decarli Film KG.
Mit Jahresbeginn 1923 kehrte Decarli wieder zur Bühne zurück und spielte fast ausschließlich (bis zur Schließung aller deutscher Spielstätten im Sommer 1944) an den Sächsischen Staatstheatern in Dresden. Decarli stand 1944 in der Gottbegnadeten-Liste des Reichsministeriums für Volksaufklärung und Propaganda. Vor die Kamera trat Decarli, der nach 1945 beschäftigungslos blieb, kaum mehr. Der zuletzt schlohweißhaarige Schauspieler, der seine letzte Filmrolle in Das Herz der Königin mit Zarah Leander erhalten hatte, starb 1950 im englischen Tiverton, Grafschaft Devon.

## Filmografie (Auswahl)
- 1916: Gelöste Ketten
- 1916: Das wandernde Licht
- 1916: Der Mann im Spiegel
- 1917: Die Nixenkönigin
- 1917: Die Liebe der Hetty Raymond
- 1917: Das Gewissen des Andern
- 1917: Der Richter
- 1917: Vertauschte Seelen
- 1917: Die Silhouette des Teufels
- 1917: Furcht
- 1918: Die Heimkehr des Odysseus
- 1918: Die Sieger
- 1918: Das Geschlecht derer von Ringwall
- 1918: Der Rubin-Salamander
- 1918: Fräulein Mutter
- 1919: Die Nackten
- 1919: Morphium
- 1919: Jettatore
- 1919: Der Tempelräuber
- 1919: Rebellenlieben
- 1919: Sünden der Eltern
- 1919: Der Hirt von Maria Schnee (auch Produktion)
- 1919: Das Gift im Weibe
- 1919: Störtebeker (auch Produktion)
- 1919/20: Die Herrin der Welt (8 Teile)
- 1920: Uriel Acosta (auch Produktion)
- 1920: Brigantenrache (auch Produktion)
- 1920: Der Hirt von Maria Schnee
- 1921: Der Unheimliche (auch Produktion)
- 1922: Scheine des Todes
- 1922: Ein neues Leben (De bruut)
- 1922: Die Liebeslaube
- 1923: Ein Glas Wasser
- 1923: Der Mann mit der eisernen Maske
- 1935: Viktoria
- 1938: Das Leben kann so schön sein
- 1940: Das Herz der Königin

## Theater
- 1932: Johann Wolfgang von Goethe: Götz von Berlichingen (Götz) – Regie: Josef Gielen (Sächsische Staatstheater Dresden – Schauspielhaus)